# Ätztussis
Die Ätztussis waren eine vierköpfige Frauen-Anarcho-Punk-Band, die am Ende der 1970er und Beginn der 1980er Jahre im Umfeld des Clubs KZ 36 in West-Berlin aktiv waren.

## Bedeutung
Die Ätztussis gehörten zur zweiten Generation Berliner Punk-Bands. Während die erste Generation (z. B. PVC) vor allem auf Englisch sangen und sich stark an die englischen Vorbilder anlehnten, sang die zweite Generation, die sich hauptsächlich aus der Anarcho- und Hausbesetzer-Szene aus Kreuzberg rekrutierte, in deutscher Sprache und entwickelte einen eigenen, sehr rauen Musikstil.
Die Ätztussis unterzeichneten nie einen Plattenvertrag mit einer größeren Plattenfirma. Ihre bekanntesten Aufnahmen sind die 1980 auf der LP KZ 36 Live veröffentlichten Lieder. Ein Liveauftritt der Band fand auf dem Antifaschistischen Festival Berlin 1979 statt. Dort spielte die Band auf einem Lastwagen vor der Justizvollzugsanstalt für Frauen Berlin. Das Lied Schlag zurück wurde später der Kompilation zum Festival beigefügt. 1980 erschien die Band auch in Christoph Drehers Dokumentarfilm Okay Okay – der moderne Tanz.

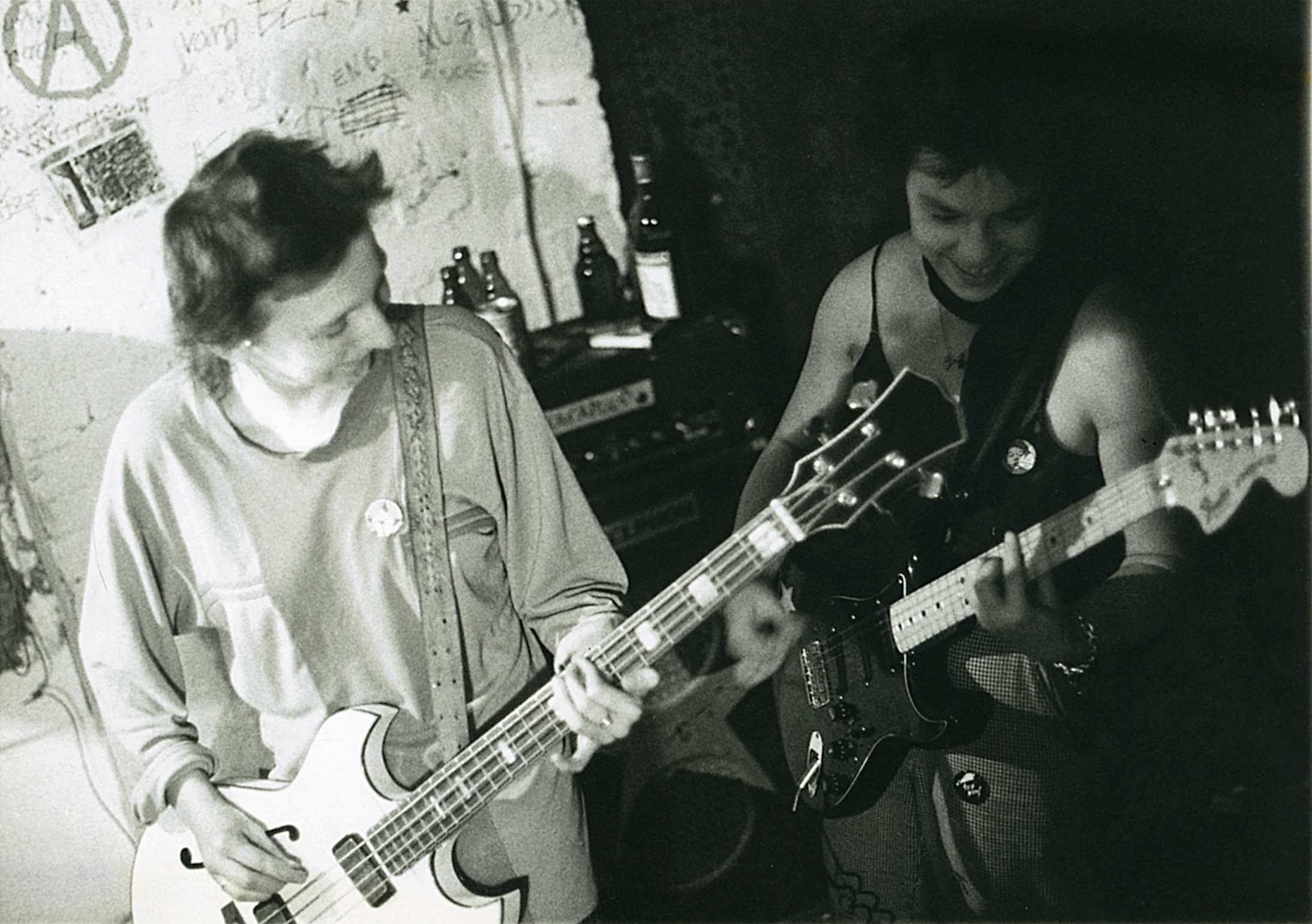
Kiki und Menusch bei einer Band-Probe im August 1979
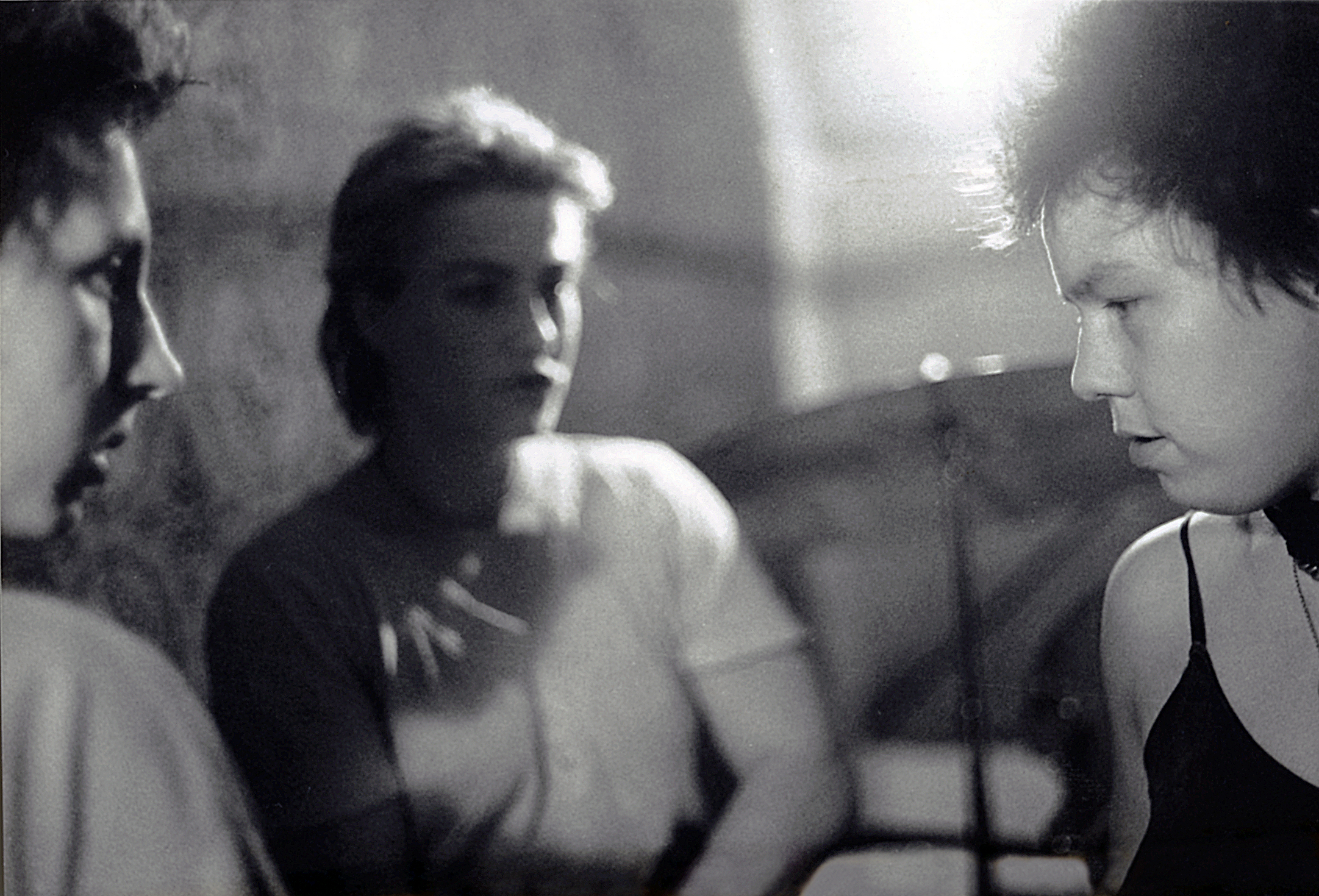
Kiki, Petra & Menusch bei einer Band-Probe im August 1979
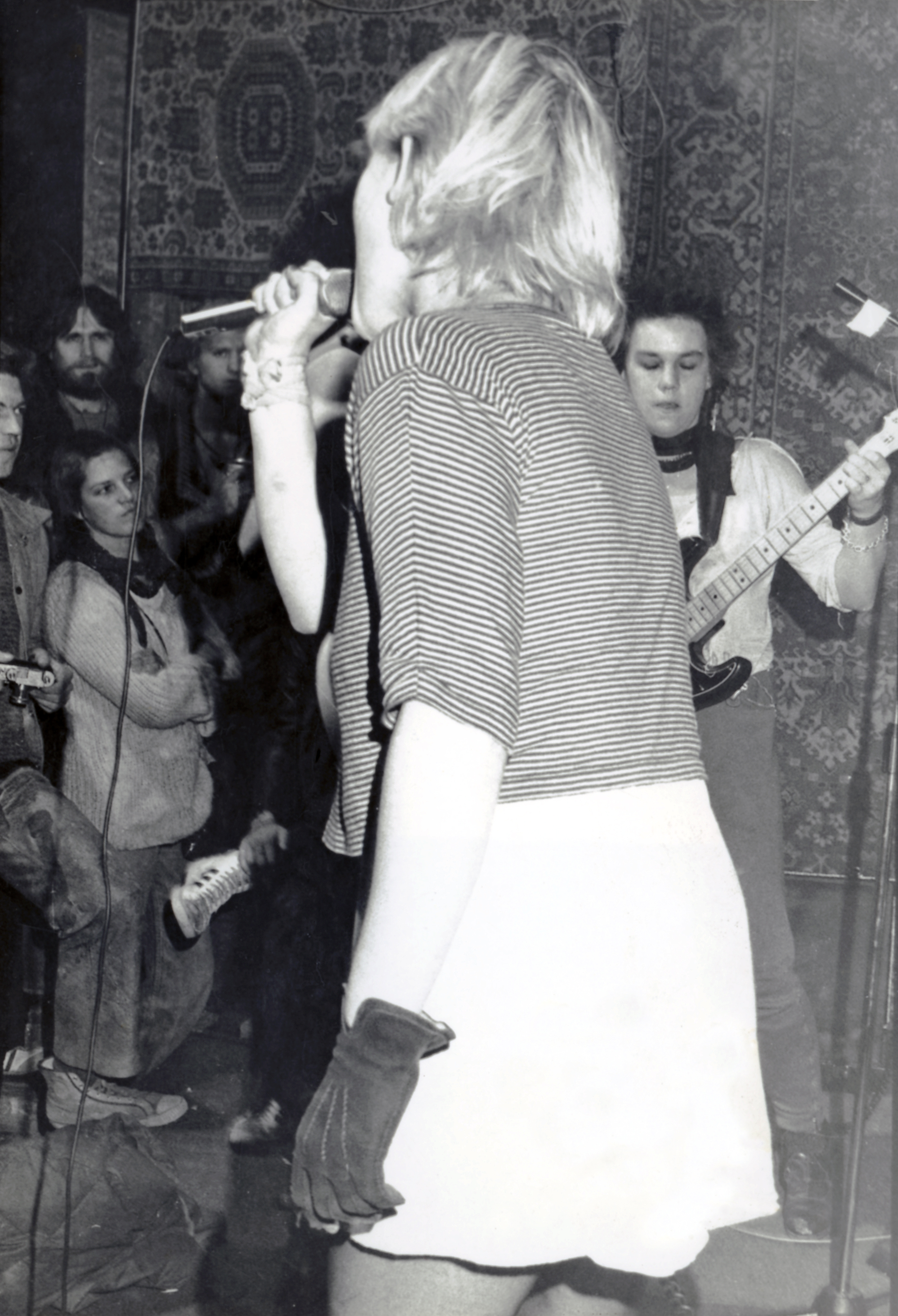
Lena & Menusch im Konzert, Drugstore—September 1979
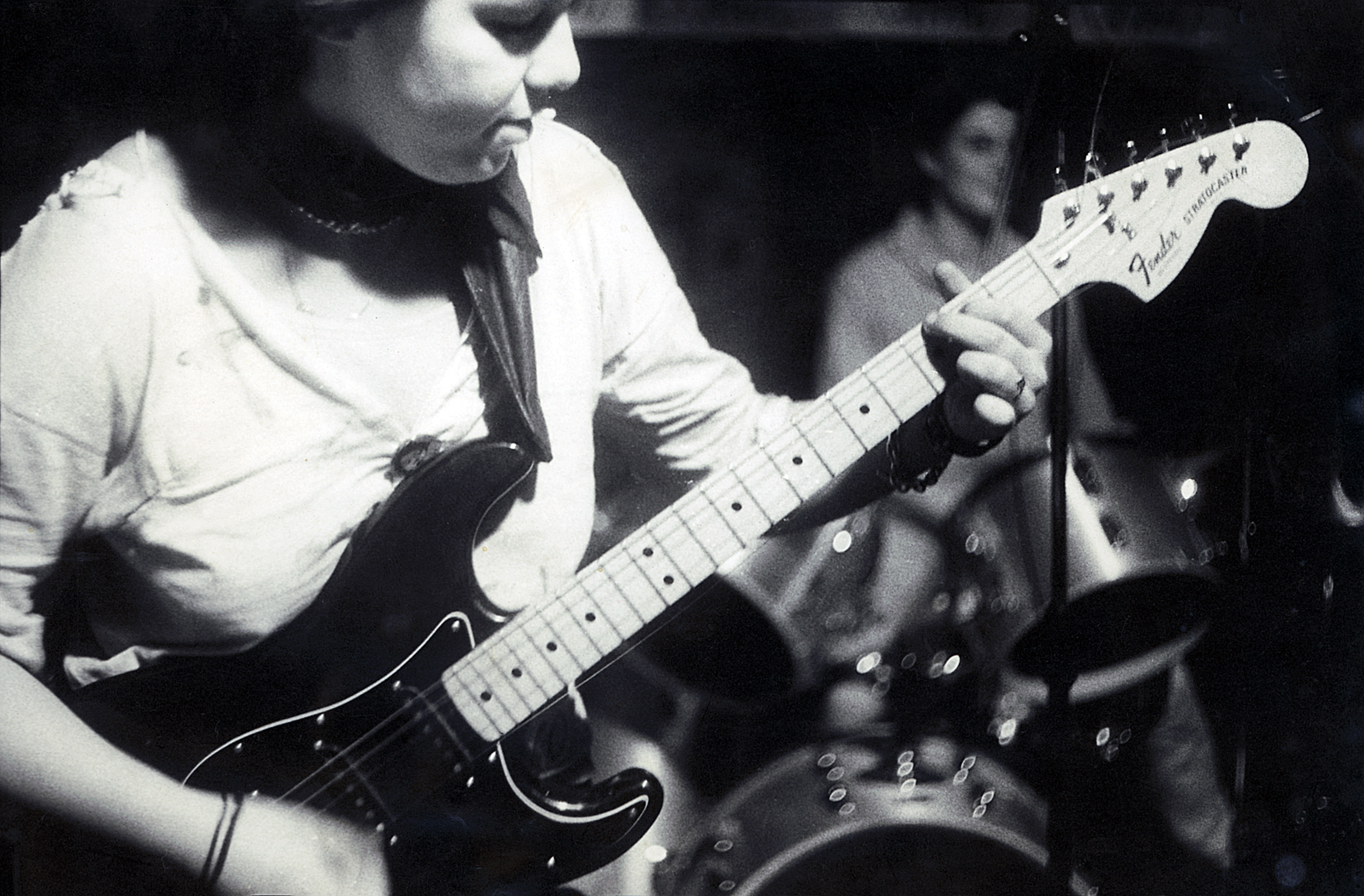
Menusch im Konzert, Drugstore—September 1979

## Diskografie
- 1980: Schlag zurück auf Antifaschistisches Festival – Live Berlin 1979
- 1980: Linker Spießer, Bullen, Mollies und Steine und Liebeslied auf KZ 36 Live (Live-Split-LP mit Beton Combo, Blitzkrieg und Kondensators)
- 2005: Ätztussis (Kompilation, LP)